# Elektromotorische spanning
De elektromotorische spanning (EMS) is de elektrische spanning die men verkrijgt als men de spanning meet van de bron zonder een gesloten kring te hebben. Bijvoorbeeld als men een voltmeter over een batterij plaatst.
De formule voor elektromotorische spanning is:
{\displaystyle U_{0}=(R+R_{i})*I}
Waarbij:
{\displaystyle U_{0}} gelijk is aan de elektromotorische spanning
{\displaystyle R}   gelijk is aan de weerstand in de kring
{\displaystyle R_{i}} gelijk is aan de inwendige weerstand
{\displaystyle I}   gelijk is aan de stroomsterkte